# Jean-Yves Lazennec
 (août 2024).
Si vous disposez d'ouvrages ou d'articles de référence ou si vous connaissez des sites web de qualité traitant du thème abordé ici, merci de compléter l'article en donnant les références utiles à sa vérifiabilité et en les liant à la section « Notes et références ».
Jean-Yves Lazennec, né en 1958, est un metteur en scène français.

## Carrière
Diplômé de sciences politiques, licencié en études théâtrales à Paris III, Jean-Yves Lazennec a participé à l’Atelier-Théâtre des Quartiers d'Ivry, direction Philippe Adrien, et de La Belle de mai (MAC de Créteil) - cofondateur du TUN, Théâtre Universitaire de Paris X - Nanterre. 
De 1999 à 2002, il est directeur des Études de l’École Supérieure de comédiens du CDN de Saint-Étienne. Aux côtés de Dominique Boivin, chorégraphe, il co-dirige le théâtre de l'Arsenal à Val-de-Reuil (Eure) inauguré le 13 octobre 2015.

## Mises en scène
- 1989 : Dialogues d'exilés de Bertolt Brecht, Comédie de Caen, Théâtre National de Strasbourg, tournée
- 1990 : Cédrats de Sicile de Luigi Pirandello, Comédie de Caen, tournée
- 1991 : Anatole d’Arthur Schnitzler, Comédie de Caen, tournée
- 1992 : Le Marin de Fernando Pessoa, Théâtre de l'Atalante
- 1992 : 	Un ciel pâle, sur la ville de René Fix, Comédie de Caen
- 1995 : La Botte et sa chaussette, Herbert Achternbusch, Comédie de Caen, tournée
- 1995 : Les Généreux d’Abdelkader Alloula, création du Festival d'Avignon, Théâtre du Rond-Point[1],[2]
- 1996 : La Fugitive de Jean-Pierre Sarrazac, d’après le roman de Thomas Hardy The Well beloved, Paris Théâtre 13, Coproduction, Scène nationale de Petit-Quevilly et Théâtre des Deux Rives, Rouen, tournée[3]
- 1998 : Médée de Sénèque, spectacle joué, chanté et dansé, avec la Cie Théâtre Mains d'œuvres, Cie chorégraphique Aller/Retour et le groupe A Filetta, Polyphonies Corses. Coproduction : Les Gémeaux Scène nationale, Théâtre de Bastia, Printemps des Comédiens de Montpellier, tournée[4],[5]
- 1999 : Du côté de Tchekhov  d'après Anton Tchekhov, Théâtre du Rond-Point
- 2004 : La Conférence de Cintegabelle de Lydie Salvayre, avec Roland Bertin, Théâtre de la Commune, mars 2005. Tournée : CDN - Angers, Marseille - Théâtre de La Criée, Dijon (coproduction), Lyon, Scène nationale - Châlons, Sénégal, Mali
- 2007 : Voyage en Sicile d'après deux pièces de Pirandello, Théâtre de l'Athénée, tournée[6]
- 2018 : Quelqu'un va venir de Jon Fosse, tournée